# 吳鐘錄
吳鐘錄（1959年10月7日—)，韓國電視劇導演，其他常見譯名有吳鍾錄。

## 作品列表

### 電視劇
- 1994年：SBS《沒有愛》
- 1995年：SBS《墮落天使》
- 1998年：SBS《我心蕩漾》
- 1999年：SBS《Happy Together》
- 2000年：SBS《茱麗葉的男人》
- 2001年：SBS《鋼琴》
- 2004年：MBC《說你愛我》
- 2005年：SBS《餅乾老師星星糖》
- 2008年：SBS《全職媽媽》
- 2009年：SBS《Style》
- 2010年：SBS《大物》
- 2012年：tvN《一年十二個男人》
- 2014年：TV朝鮮《最佳婚姻》

### 電影
- 2008年：《我的野蠻初戀》

## 外部連結
- NAVER（页面存档备份，存于）